# Friedrich Hölderlin
Friedrich Hölderlin (Laufen, 20. ožujka 1770. – Tübingen, 7. lipnja 1843.), njemački književnik.
Studirao je teologiju, a poslije radio kao učitelj. Prijateljevao je s Hegelom, Schellingom i Schillerom. Zadnjih 40 godina života proveo je kao neizlječiv duševni bolesnik. Značajka njegove poezije su antički ideali i simboli. Ostvario je sintezu klasike i romantike. Njegovo djelo postalo je poznato tek poslije njegove smrti.

## Djela
- "Hyperion ili pustinjak u Grčkoj",
- "Empedoklva smrt",
- "Pjesme".